# Prosper Marilhat
Georges-Antoine-Prosper Marilhat, né le 26 mars 1811 à Vertaizon (Puy-de-Dôme) et mort le 13 septembre 1847 à Paris, est un peintre orientaliste et naturaliste français. Son œuvre peint, outre deux eaux-fortes originales, a été l'objet de plusieurs gravures et lithographies d'interprétation.

## Biographie
L'enfance et l'adolescence de Prosper Marilhat, fils du banquier Pierre-Luc Marilhat et de Jeanne Boudal Delapchier du Chasseint, se déroulent entre le château de Sauvagnat à Vinzelles et Thiers où il suit ses études classiques. Le dessinateur italien Giovanni Valentini (1796-1878) et l'artiste régional Michel Goutay-Riquet (1804-1858) l'initient au dessin et à la peinture.
Sa famille bourgeoise lui souhaite une carrière dans la traditionnelle coutellerie thiernoise. Pendant dix-neuf mois, Marilhat sera improvisé commis-voyageur dans le midi de la France pour le compte d'un oncle industriel coutelier. Marilhat remplit plus ses carnets de dessins que les bons de commande. Ses parents cèdent aux pressions du baron de Barante. Prosper Marilhat quitte Thiers, en 1829, pour Paris où il intègre l'atelier de Pierre-Luc-Charles Cicéri (1782-1868) qu'il abandonne rapidement pour celui de Camille Roqueplan. Il débute au Salon de 1831 avec un Site d'Auvergne.
Son goût pour Poussin et les grands classiques le font surnommer « Précis ». Le baron von Hugel qui prépare une expédition scientifique au Moyen-Orient le remarque et l'invite. Il s'embarque à Toulon sur le brick D'Assas avec toute l'expédition début mai 1831. Dans sa correspondance avec sa famille, Marilhat donne des descriptions de son voyage qui font l'admiration de Théophile Gautier "Marilhat eût pu acquérir, comme écrivain, le nom qu'il a conquis comme peintre". Marilhat laisse l'expédition à Alexandrie, et, pour subsister il peint des portraits et quelques décors de théâtre. Il retourne en France sur le Sphinx, qui remorque l'obélisque de Louxor, en compagnie du lieutenant de vaisseau et graveur Léon de Joannis (1803-1868) et avec lequel il collaborera pour sa publication Campagne du Luxor (1835, page de garde et planche 15). Mi-mai 1833, il débarque à Marseille fort de dix albums de croquis et dessins. G. Schurr se trompe en écrivant « on le baptisa l'Égyptien »". En effet, Marilhat écrit, en rade de Toulon, le 18 mai 1833 un courrier adressé à sa sœur et signe « L'Égyptien Prosper Marilhat ».
Après un passage en Auvergne où il peint dans la région de Royat, Marilhat s'installe à Paris qu'il ne quittera plus jusqu'à sa mort hormis les deux mois de vacances qu'il passe dans la région thiernoise chaque année, et, les deux voyages qu'il effectue en Italie et en Provence. Il fréquente le « Cercle des Arts » où il rencontre Prosper Mérimée.
Marilhat grave ses deux seules eaux-fortes originales représentant les deux chef-d'œuvre : La Place de l'Esbekieh et Souvenir de la campagne de Rosette. "On ne peut que regretter un chiffre aussi faible ; Marilhat se place parmi les pionniers de l'orientalisme... En revanche, ses tableaux ont été largement diffusés par la lithographie et la gravure".
Été 1835, sur les conseils de Théodore Caruelle d'Aligny, il effectue le traditionnel voyage en Italie (Rome, Livourne, Venise, Bologne, Milan). Charles-Philippe Auguste Carey (1824-1897) gravera en 1850 La Conversation dans un parc qui représente la villa Doria Pamphilj. Il rapporte un tableau Crépuscule qui est refusé par le jury du Salon.
Été 1836, il voyage en Provence (Viviers, Villeneuve-lès-Avignon) en compagnie de Corot et d'un ami de ce dernier Achille-Adolphe Francey (1810-1892), ainsi que de Gaspard-Jean Lacroix.
Malade, Marilhat ne peut retourner en Orient, et, exécute à Paris trois commandes royales en 1844 et 1845.
1846, ses amis Prosper Mérimée et Corot interviennent pour qu'une bourse de 1 200 francs lui soit attribuée.
Il meurt le 13 septembre 1847 à Paris après avoir perdu la raison, victime de la syphilis. Son atelier (61 tableaux, 22 dessins, ...) est vendu les 13 et 15 décembre 1849. Prosper Marilhat est enterré au cimetière du Père-Lachaise (16e division).
Son œuvre peint a attiré l'attention d'une quarantaine de graveurs dont Julien Léopold Boilly (1796-1874), Charles Bour (1814-1881), Louis Français (1814-1897), Georges de Lafage-Laujol (1830-1858), Louis Marvy (1815-1850), William Marks (1815-1869), Marie-Alexandre Alophe (1812-1883), Adolphe Mouilleron (1820-1881), Célestin Nanteuil (1813-1873), et plus particulièrement Jean-Joseph Bellel (1816-1898), Jules Laurens (1825-1901), ainsi qu'Eugène Leroux (1811-1863).
Il subit, comme Français, l'influence de Cabat et d'Aligny, peintres de l'école de Barbizon.

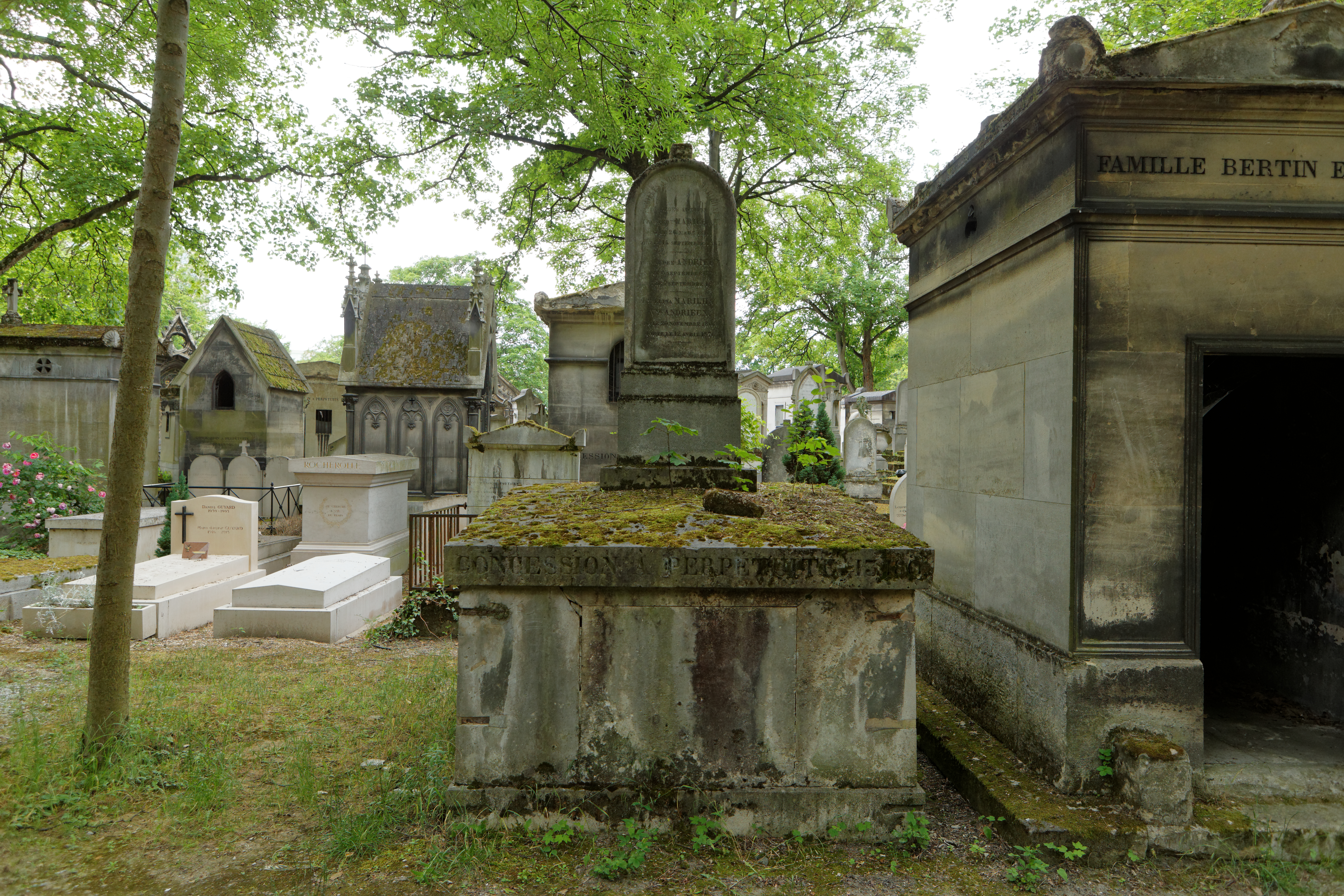
Tombe au cimetière du Père-Lachaise.

En 1930, pour le centenaire de l'Algérie, L'Amirauté à Alger (hst, 22×34) figure à l'exposition Alger 1930.

## Œuvre

### Dessins, aquarelles
- Jeune femme noire vêtue à la turque, graphite et pierre noire, H. 0,191 ; L. 0,230 m[14]. Paris, Beaux-Arts de Paris[15]. De 1831 à 1833, Marilhat voyage en Orient, profitant de ce séjour pour exécuter de nombreux dessins sur le vif. La feuille offre une image fantasmée et fantaisiste de la femme orientale, assise en tailleur "à la turque", adossée à un large cousin brodé, telle que les amateurs européens se la représentent depuis le XVIIIe siècle.
- Vue de Lattaquié en Syrie, pierre noire et aquarelle, H. 0,151 ; L. 0,351 m[16]. Paris, Beaux-Arts de Paris[17]. L'aquarelle offre une vue panoramique qui met en valeur le contraste entre la blancheur aveuglante des bâtiments et les tons frais, bleu et vert, de la mer, du ciel et de la végétation balayée par un vent fort. Le centre de la composition est occupé par une imposante mosquée légèrement surélevée, coiffée de deux dômes. Il s'agit sans doute de la mosquée Al-Moghrabi.
- Fontaine de Seby-el-Bedawieh au Caire, vers 1831-1833, crayon graphite sur papier vélin (insolé), 38,8 x 29 cm, Orléans, musée des Beaux-Arts[18].

### Peintures
- s.d.    -   Vue de Jérusalem , hst, réentoilée, Sbg, dim; 20,2 x 38 cm (vente Deburaux, Barbizon, le 3 juin 2007, lot n°199, p. 92 du catalogue : "'L'école de Barbizon")

### Gravures, lithographies
Marilhat produit deux eaux-fortes originales en 1835, Place de l'Eskebieh au Caire et Souvenir de la campagne de Rosette, témoignage de son voyage en Syrie et en Égypte effectué en 1831-1833.

### Expositions
- Le Salon :
  - 1834 -  Ses œuvres à sujets égyptiens, dont La place de l'Esbekieh, suscitent l'enthousiasme de Théophile Gautier[20].
  - 1835 -  Paysages d'Auvergne Intérieur d'un village, environs de Thiers - Souvenir de la Campagne de Rosette (Médaille d'or) - voir les lithographies par L. Français et Jules Veyrassat (1828-1893).
  - 1837 -  Marilhat expose Paysage pastoral de Grèce ou Scène pastorale dans lequel D. Menu[21] perçoit "l'influence de son ami le peintre  Caruel d'Aligny 1798-1871", Vue du tombeau Abou-Mandour, près de Rosette.
  - 1838 -   Pont du Gard .
  - 1839 -   Nymphes dans une clairière  ou  Baigneuses ,  Les Jardins d'Armide ,  Le Delta .
  - 1840[22], Ruines d'une ancienne mosquée dans la ville des Tombeaux au Caire ou Ruines de la mosquée El-Hakem au Caire, Une caravane arrêtée dans les ruines de Balbek - voir les nombreuses gravures d'interprétations de P.-J. Chalamel, Menut-Alophe, Jules Laurens, Alfred Jorel, Vue d'un quai à Rosette, Vue d'un village près de Thiers.
  - 1841 - Souvenirs des environs de Beyrouth - voir Lithographie de F.W. Marks -, Ruines grecques.
  - 1844  il envoie au Salon "huit diamants... (est) le chant du cygne de Marilhat" (cf. T. Gautier): Vue de la Place de l'Esbekieh au Caire, Café à Boulak[23], La Mosquée Babel-Wase, Tombeaux arabes à Salmiè, Village près de Rosette - voir la lithographie de Jean-Joseph Bellel, la gravure d'Henry Berthoud) -, Souvenir des bords du Nil - lithographie de L. Français -, Arabes syriens en voyage - lithographie de C. Nanteuil, chromolithographie de William Henry Freeman -, Souvenirs des environs de Thiers - gravure de Louis Marvy, lithographie de Laroche). Marilhat obtient une Grande Médaille d'or. Cet envoi de Marilhat au Salon de 1844 influença Fromentin[24].

### Collections publiques
- Musée Toulouse-Lautrec à Albi : dessins...
- Musée des beaux-arts de Besançon :  Paysage d'orient au soleil couchant , hst.
- Musée Condé à Chantilly: Souvenir de la campagne de Rosette (v1835) -   Une rue au Caire  (v1840) -  Arabes syriens en voyage  (v1844)
- Musée d'art Roger-Quilliot à Clermont-Ferrand (38 pièces) : dessins, gravures, peintures dont Nymphes dans une clairière, hst, (cf. Salon de 1939) - Bords du Nil, hst - Paysage d'orient, hst - Marine, hsp. collé sur bois - La Place de l'Esbekieh et le quartier copte au Caire (sans date - eau-forte originale, sur papier japon, collé en plein sur papier vélin, d’après le tableau perdu de 1834 [Salon]  - tableau original passé en vente publique à Sotheby's Londres le 12 octobre 2000) - "La Place de l'Esbekieh et du Quartier Copte, au Caire" (signé de 1833, Salon de 1834 / huile sur toile / 107x161 cm / Collection particulière [passé en vente publique Sotheby’s Londres le 12 octobre 2000])
- Musée de Tessé, Le Mans :  Paysage pastoral de Grèce, hst., 1837 (cf. Salon de 1837).
- Musée Crozatier, Le Puy-en-Velay : Bords d'un étang, hsb.
- Musée Fabre à Montpellier : dessins... Village d'Auvergne, hst.
- Musée d'art et d'archéologie  de Moulins, : dessins... - Gournah, dessin[25]
- Musée des beaux-arts d'Orléans : dessins...
- Paris:
  - Musée du Louvre  Cabinet des Dessins : dessins...
  - Bibliothèque de l'École Nationale Supérieure des Beaux-Arts : dessins...
  - Bibliothèque nationale de France: Cabinet des Estampes : gravures...
  - Musée du quai Branly, Unité patrimoniale Histoire : peintures...
- Musée des beaux-arts de Reims :  Villeneuve-les-Avignon , hst. Longtemps considérée comme œuvre de Corot, cette huile est attribuée à Marilhat en 1943 par G. Bazin.
- Musée Mandet à Riom :  Paysage d'Auvergne : Royat , hst.
- Ancien Musée Fontenille-Mondière à Thiers : Vue d'orient, hsb, circ. 1840. - Vue prise aux environs d'Athènes au soleil couchant, hst., don de l'artiste à Théodore Chassériau pour le remercier de son portrait. -  Ruelle, hst.
- Musée Magnin, Dijon: L'Oasis
- Musée Magnin, Dijon : Cour de ferme
- Musée des beaux-arts de Bernay : Vue d'Orient, Mosquée
- Musée national Zabana d'Oran à Oran en Algérie : La Caravane

### Prix, récompenses
- 1835  - Médaille d'or au Salon : Souvenir de la Campagne de Rosette
- 1844  - Grande Médaille d'or au Salon

## Élèves
- Léon Bouchaud (1817-1868), élève après 1843

### Sources
- Théophile Gautier, « Marilhat », dans la Revue des deux mondes, tome 3, Bruxelles : chez Méline, Cans & Ce|ie, 1848, pp. 40–54 .
- Édouard Charton, « Marilhat, paysagiste. Fragments de ses lettres inédites », in "Le Magasin Pittoresque", 1856, p. 347-350, 370-371, 403-404.
- Hippolyte Gomot, Marilhat et son œuvre, Impr. Mont-Louis, Clermont-Ferrand, 1884, 101p. lire en ligne sur Gallica
- Marie-Laure Hallopeau, Prosper Marilhat : Peintures, Dessins, Gravures, Catalogue de l'exposition au Musée Bargoin, juin - Septembre 1973, 32p., ill., La Source d'Or & Le Centre de Recherches Révolutionnaires et Romantiques, 1973.
- Serge Trouillet, Prosper Marilhat, Peintre de la ligne et du soleil, in Revue "Un, Deux... Quatre", p. 1-19, ill., no 156, 07/01/1998 au 20/01/1998.